# AbsolutePunk
AbsolutePunk es un sitio web, una comunidad en línea y una fuente de noticias de música alternativa fundada por Jason Tate. La página web principalmente se centra en artistas desconocidos para el mainstream (corriente principal), pero también fue conocida por incluir bandas que lograron un relativo éxito como Fall Out Boy, My Chemical Romance, Brand New, Green Day, Taking Back Sunday, Anberlin, All Time Low, Jack's Mannequin, Yellowcard y Relient K. El sitio web cubre, especialmente, emo, punk y rock alternativo en general.